# Proceedings of the Royal Society
Proceedings of the Royal Society (укр. Доробок королівського товариства) — назва двох наукових журналів, що видаються Королівським товариством. Спочатку це був єдиний журнал, але 1905 року він був розділений на два окремих:
- Частина A: публікує дослідження, пов'язані з математичними, фізичними та інженерними науками (включно з інформатикою)
- Частина B: публікує дослідження з біології

Ці два журнали є основними дослідницькими журналами Королівського товариства. Багато відомих науковців опублікували свої дослідження в Proceedings of the Royal Society, зокрема Поль Дірак, Вернер Гейзенберг, Ернест Резерфорд, та Ервін Шредінгер.
Усі статті доступні безкоштовно на веб-сайтах журналів через один рік для частини B і два роки для частини A. Автори можуть негайно оприлюднити свої статті за ліцензією Creative Commons після сплати витрат за обробку статей.

## Історія
Журнал заснований у 1800 році як Abstracts of the Papers Printed in the Philosophical Transactions of the Royal Society of London як розширення журналу Philosophical Transactions of the Royal Society, який вперше був опублікований у 1665 році. Королівське товариство опублікувало чотири випуски з 1800 по 1843 рік. Випуски 5 і 6, які виходили з 1843 по 1854 рік, називалися «Abstracts of the Papers Communicated to the Royal Society of London». Починаючи з випуску 7 у 1854 році, журнал вперше з'явився під назвою «Proceedings of the Royal Society of London». Публікація матеріалів у такому вигляді продовжилася до 75 випуску в 1905 році.
Починаючи з 76-го випуску (1905 рік), журнал було поділено на дві частини:
- Proceedings of the Royal Society of London. Series A
- Proceedings of the Royal Society of London. Series B

З 2017 року два журнали називаються:
- Proceedings of the Royal Society A: Mathematical, Physical and Engineering Sciences
- Proceedings of the Royal Society B: Biological Sciences.